# Почивало
Почивало (мкд. Почивало) је насеље у Северној Македонији, у средишњем делу државе. Почивало је село у саставу општине Штип.

## Географија
Почивало је смештено у средишњем делу Северне Македоније. Од најближег града, Штипа, насеље је удаљено 20 km источно.
Насеље Почивало се налази у историјској области Јуруклук. То је побрђе које чини западну претходницу планине Плачковице, чије се главно било уздиже источно од насеља. Надморска висина насеља је приближно 940 метара.
Месна клима је планинска због знатне надморске висине.

## Становништво
Почивало је према последњем попису из 2002. године имало 79 становника.
Већинско становништво су Турци (94%). Раније је у селу било и етничких Македонаца.
Претежна вероисповест месног становништва је ислам.